# MotorStorm: Pacific Rift
MotorStorm Pacific Rift ist ein Offroad-Rennspiel und der Nachfolger von MotorStorm. Wie auch der erste Teil wurde es von Evolution Studios und Havok entwickelt und von Sony Computer Entertainment im Oktober 2008 veröffentlicht. Der Nachfolger dieses Spiels ist MotorStorm: Arctic Edge.

## Fahrzeuge
Wie bereits im Vorgänger gibt es ebenfalls folgende Fahrzeuge: Motorrad, Quad, Buggy, Rally-Auto, Renntruck, Geländewagen, LKW. Neu hinzugekommen ist nun der Monstertruck.

## Einzelspieler
Es gibt 16 verschiedene Strecken, wovon je 4 einer Kategorie untergeordnet sind: Wasser, Feuer, Luft, Erde.
Außerdem gibt es 3 verschiedene Renntypen: Standardrennen, Eliminierungsrennen, Zeitrennen.
Ziel ist es, insgesamt 96 Rennen für sich zu entscheiden, um somit neue Challenges, Fahrzeugkarosserien und kurze Videos zu erhalten.

## Mehrspieler
Im Mehrspieler-Modus gibt es verschiedene Varianten: Offline: 4er-Splitscreen-Modus sowie Online: Zeitrennen, Ranglisten-Spiel, Freundschaftsspiele, benutzerdefiniertes Spiel.

## Rezeption
MotorStorm: Pacific Rift erhielt von der Fachpresse positive Bewertungen. Insbesondere die große Auswahl an Strecken und Fahrzeugen sowie die Grafik wird gelobt. Die Rezensionsdatenbank Metacritic aggregiert beispielsweise 63 Rezensionen zu einem Gesamtwert von 82.

„Ich mag das Spiel wirklich gerne. Das Feeling der wie eh und je intensiven Rennen und der verbissenen, harten Kämpfe um jede Platzierung fängt MotorStorm: Pacific Rift zwar perfekt ein, lässt im Gegenzug aber trotz seines weiterhin gelungenen Gameplay hinter dem schmucken Tapetenwechsel kaum Neues erblicken“

„Nach wie vor bezieht der Titel seine Faszination aus der super schnell zu erlernenden Spielmechanik die Einsteigern ebenso viel Spaß bereitet wie den eingefleischten Profis. Denn außer dem Nitro-Knopf gibt’s eigentlich nichts zu erklären, sodann geht’s nur noch darum sein Gefährt auf der Strecke zu halten und den besten Weg zu finden.“

Das Spiel hat sich insgesamt über eine Million Mal verkauft.

## Erweiterung
Im PlayStation Store kann man kostenpflichtig 2 verschiedene Artikel mit Streckenerweiterungen erwerben, welche "Adrenaline" und "Speed" heißen.